# Reyes Holdings
Reyes Holdings, LLC est un grossiste et distributeur américain de services alimentaires basée à Rosemont, dans l'Illinois, dans la banlieue de Chicago qui s'est classé en 2020 comme la 8ᵉ plus grande société privée aux États-Unis, avec un chiffre d'affaires annuel de 27,8 milliards de dollars. Elle opère en Amérique du Nord, centrale et du Sud, ainsi qu'en Europe, au Moyen-Orient et en Asie-Pacifique. Ses divisions comprennent le distributeur de McDonald's Martin-Brower, Great Lakes Coca-Cola, Reyes Coca-Cola et le distributeur de bière Reyes Beverage Group.

## Organisation
Reyes Holdings exploite l'une des plus grandes organisations de distribution de bière aux États-Unis, représentant des marques de bière importées, artisanales et nationales. Les opérations de distribution de bière au sein de Reyes Holdings, LLC, sont collectivement connues sous le nom de Reyes Beverage Group, distribuant plus de 100 millions de caisses de bière par an. Les activités de distribution de bière au sein de Reyes Beverage Group sont les suivantes : 
- Chicago Beverage Systems, in Chicago, Illinois
- Premium Distributors of Virginia, in Chantilly, Virginia
- Harbor Distributing Co., in Huntington Beach and Gardena, California
- Premium Distributors, of Washington, D.C.
- Lee Distributors, in Charleston, South Carolina
- Premium Distributors, of Maryland in Frederick, Maryland
- Gate City Beverage, in San Bernardino, California
- Crest Beverage, in San Diego, California
- Florida Distributing Company, in Orlando, Florida
- Chesbay Distributing, in Chesapeake, Virginia
- Windy City Distributing, in Warrenville, Illinois
- Allied Beverage, in Sylmar, California
- Gold Coast Distributing, in Miami, Florida

Reyes Holdings distribue les marques Coca-Cola sous les filiales à 100 % :
- Great Lakes Coca-Cola Distribution, à Chicago, au Nord-Ouest de l'Indiana ;
- Reyes Coca-Cola Bottling en Californie et à Las Vegas, Nevada[3].

Les activités de distribution alimentaire de Reyes Holdings se composent de The Martin-Brower Company, LLC, le plus grand fournisseur au monde de services de distribution au système de restauration McDonald's livrant à plus de la moitié des restaurants McDonald's dans le monde.
The Martin-Brower Company, LLC est un prestataire de services logistiques livrant plus de 500 millions de caisses de produits alimentaires et de services à des chaînes de restauration rapide dans plusieurs pays. La société dessert près de la moitié des restaurants McDonald's dans le monde et est le plus grand fournisseur mondial de services de distribution au système de restauration McDonald's. Martin-Brower a des activités de distribution aux États-Unis, en Australie, au Brésil, au Canada, au Costa Rica, en France, en Grande-Bretagne, en Irlande, au Koweït, en Malaisie, en Nouvelle-Zélande, au Panama, à Porto Rico, au Qatar, à Singapour, en Corée du Sud et aux Émirats arabes unis .
Les autres activités comprennent des entreprises connexes impliquées dans la gestion du transport, de la  logistique, la location de matériel et l'acquisition et le développement immobilier. Reyes Holdings possède plus de 138 propriétés dans plusieurs pays.